# Phan Đức Nhạn
Phan Đức Nhạn (sinh 1955) là đại biểu Quốc hội Việt Nam khóa 11, thuộc đoàn đại biểu Quảng Nam.